# Stefanaconi
Stefanaconi ist eine süditalienische Gemeinde (comune) mit 2296 Einwohnern (Stand 31. Dezember 2023) in der Provinz Vibo Valentia in Kalabrien. Die Gemeinde liegt etwa 3 Kilometer westlich von Vibo Valentia. Die Mesima fließt durch die Stefanaconi.

## Verkehr
Die südöstliche Gemeindegrenze bildet die Autostrada A2 von Salerno nach Reggio di Calabria.